# مارتین استرناد
مارتین استرناد (چکی: Martin Strnad؛ زادهٔ ۱ اوت ۱۹۷۴) تیرانداز اهل جمهوری چک است.